# Reprezentacja Mołdawii U-21 w piłce nożnej mężczyzn
Reprezentacja Mołdawii U-21 w piłce nożnej – młodzieżowa reprezentacja Mołdawii sterowana przez Mołdawski Związek Piłki Nożnej. 

## Występy w ME U-21
- 1978-1990 - jako ZSRR
- 1992 - nie brała udziału
- 1994: Nie zakwalifikowała się
- 1996: Nie zakwalifikowała się
- 1998: Nie zakwalifikowała się
- 2000: Nie zakwalifikowała się
- 2002: Nie zakwalifikowała się
- 2004: Nie zakwalifikowała się
- 2006: Nie zakwalifikowała się
- 2007: Nie zakwalifikowała się
- 2009: Nie zakwalifikowała się